# Carrodunum
Carrodunum je název místa v díle Geografie od Klaudia Ptolemaia, které bylo ztotožněno s dnešním městem Krakovem. Původ jména je z keltského jazyka, na což poukazuje část slova dunum, které bylo používání právě Kelty a označovalo město.

## Význam slova a místa
Jedná se složeninu ze slov: carro, což znamená "povoz" a dunum, což je "město", nebo "tvrz".
Pravděpodobně šlo o místo na kupecké stezce, která navazovala na Jantarovou stezku. Toto místo mohlo být autonomním obchodním centrem se solí, která se v okolí Krakova vyskytuje, např. Solný důl Wieliczka.

## Naleziště
Množství nalezišť v okolí Krakova obsahuje archeologický materiál, který je typický pro Laténskou kulturu (tzv. Týnská skupina). Nálezy byly odhaleny díky budování dálnice přes území předměstí Krakova (Podłęże, Modlniczka, Aleksandrowice a další). Tyto nálezy korespondují s dřívějšími nálezy keltských dóz na mince (Nowa Huta-Mogiła), nebo nálezy statérů krakovského typu podle Castellina známých z míst Grzegórzka a Kryspinowa. Rovněž byly nalezeny stopy železných pecí ve Wyciążi a Krzesławicích. Tato zjištění ukazují na existenci silného centra s rozsáhlými obchodními kontakty.
Jedno z nalezišť se nachází v předměstí Krakova, v městě Podłęże (GPS 50.013492, 20.166336), kde byla odkryta keltská vesnice z 3. století př. n. l. až 2. století př. n. l. Jedna z největších na území Polska. Byly nalezeny základy 17 domů, předměty každodenní potřeby, šperky a dvě bójovské mince.

## Galerie

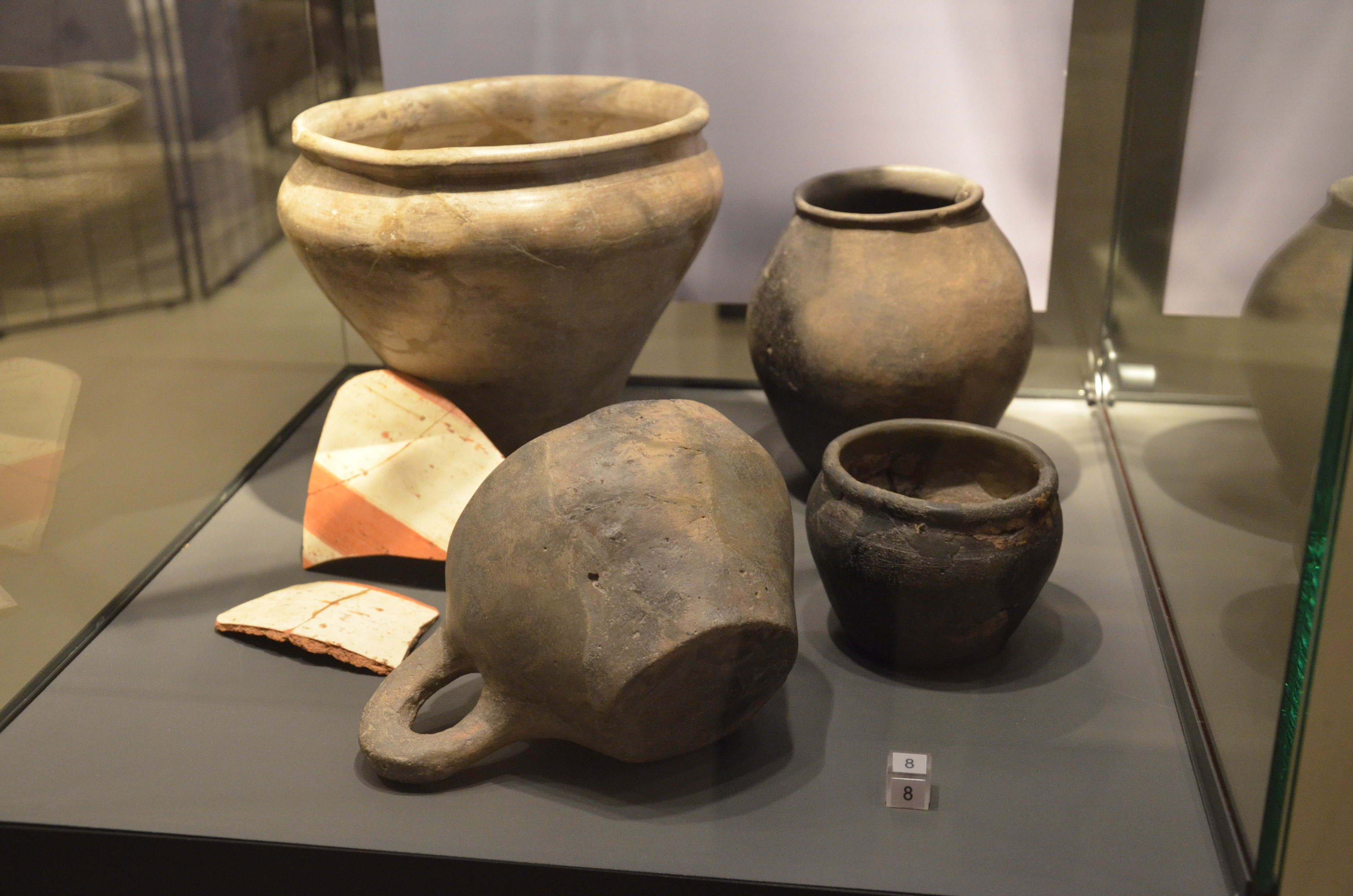
Keltská keramika, Krakov, město Podłęże, okres Wieliczka, Malopolské vojvodství
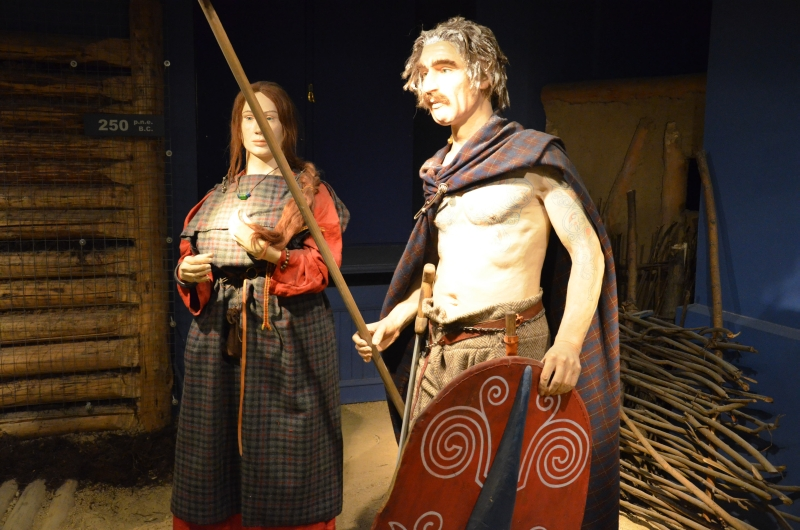
Rekonstrukce keltských oděvů podle nálezů z Krakova, města Podłęże, okres Wieliczka, Malopolské vojvodství (Archeologiczna Autostrada 2013–2015)